# Николае Чаушеску
Николае Чаушеску  (на румънски: Nicolae Ceaușescu) е румънски политик, ръководител на комунистическа Румъния от 1965 до падането на режима му през декември 1989 година.
През същия този месец срещу него е заведено дело. Чаушеску е обвинен в престъпления срещу държавата, геноцид срещу собствения си народ, откриване на тайни сметки в чужди банки и „подкопаване на националната икономика“; делото е водено и приключено скоропостижно и при извънредни обстоятелства; Николае и Елена Чаушеску са осъдени без право на обжалване и екзекутирани на 25 декември 1989 година. Екзекуцията на семейство Чаушеску бележи края на „революциите“ в страните от Източна Европа през 1989 година.

## Детство и начало на политическата кариера
Николае Чаушеску е роден на 26 януари 1918 г. в село Скорничещ, окръг Олт, в селско семейство. На 11-годишна възраст, след завършването на начално училище, Чаушеску заминава за Букурещ, където е чирак (т.е. помощник-майстор) при майстор-обущар.
През 1932 г. става член на Румънската комунистическа партия (РКП) – политическа формация, която по това време е в нелегалност. През 1933 г. е арестуван за 1-ви път за комунистическа агитация по време на стачка. През 1934 г. следват нови 3 ареста – за събиране на подписи в подкрепа на освобождаването на железопътни работници, обвинени в комунистическа дейност и др. Заради тези арести е обявен от властите за „опасен комунистически агитатор“, както и за „активен разпространител на комунистически и антифашистки материали“. След освобождаването си от ареста Чаушеску минава за известно време в нелегалност, но през 1936 г. е арестуван отново и този път е осъден на 2 години затвор.
През 1939 г. среща Елена Петреску, за която се жени през 1946 г.
Чаушеску е арестуван и отново осъден през 1940 г., а през 1943 г. е прехвърлен в затвора в Търгу Жиу, където е в една килия с Георге Георгиу-Деж и бързо става негово протеже. След Втората световна война, когато съветското влияние е много силно, Чаушеску е избран за секретар на Съюза на комунистическата младеж (СКМ) (1944 – 1945 г.).
След като комунистите идват на власт през 1947 г., Чаушеску става министър на земеделието, а по-късно зам.-министър на въоръжените сили в правителството на Георгиу-Деж. През 1952 г. става член на Централния комитет на Румънската работническа партия (РРП), само два месеца след елиминирането на „московската фракция“ (водена от Ана Паукер) от ръководството на партията. През 1954 г., Чаушеску става пълноправен член на Политическото бюро на РРК, а по-късно успява да заеме втора позиция в йерархията на РРК.

## Чаушеску в ръководството на Румъния
Само 3 дни след смъртта на Георгиу-Деж, през март 1965 г., Чаушеску поема поста генерален секретар на Румънската работническа партия (това е името на Румънската комунистическа партия по това време, след насилственото обединяване с крило на Социалдемократическата партия през 1948 г.). Едно от първите неща, които прави Чаушеску с идването си на власт, е преименуването на Румънска работническа партия (РРП) в Румънска комунистическа партия (РКП). Същевременно, той заявява, че Румъния е станала социалистическа страна и решава да смени официалното наименование на страната от Народна република Румъния (на румънски: Republica Populară Română) в Социалистическа република Румъния (на румънски: Republica Socialistă România).
През 1967 г. Чаушеску става член на Държавния съвет, което укрепва позициите му във властта.
В началото на кариерата си като държавен ръководител Чаушеску се ползва с известна популярност заради курса си на независимост от Съветския съюз. През 60-те години на 20-ти век Николае Чаушеску прекратява активното участие на Румъния във Варшавския договор, въпреки че страната формално участва във Варшавския договор чак до неговото окончателно разпускане.
С отказа си румънската армия да участва в инвазията в Чехословакия заедно със страните-членки на Варшавския договор, както и с активното си поведение на публично осъждане на тези действия, Чаушеску успява за известно време да привлече симпатиите както на сънародниците си, така и на Запада.
През 1974 г. Чаушеску приема титлата Президент на Румъния.
Във външната политика Чаушеску поддържа курс на привидна независимост от Москва и повечето страни от комунистическия блок. Румъния е една от двете социалистически страни, участвали в Олимпийските игри в Лос Анджелис в САЩ през 1984 г., които са бойкотирани от Източния блок. Отново Румъния е единствената социалистическа страна по това време, която поддържа дипломатически връзки с Европейския съюз (ЕС). Договор, включващ Румъния в списъка на страните, с които ЕС поддържа привилегировани отношения, е подписан през 1974 г., а 1980 г. е подписан договор за обмен на промишлена продукция между Румъния и ЕС.
Въпреки независимия си външнополитически курс Чаушеску упорито се съпротивлява на каквито и да е либерални действия във вътрешен план.
През 80-те години на 20-ти век, след идването на Михаил Горбачов на власт в СССР, опозицията на Чаушеску срещу съветската линия е продиктувана основно от нежеланието му да приеме курса на гласност. Тайната полиция на Чаушеску – Секуритате – продължава с драконовския си контрол над информационните медии и задушава в зародиш всеки опит за свободно изразяване на мнението и формирането на вътрешна опозиция. Румънската национална телевизия излъчва до 1989 г. едва по няколко часа на ден черно-бяла програма. Румънците от южната част на страната поради предимно равнинния терен прихващат програмата на Българската телевизия и я имат като едно от малкото средства за „връзка със света“. Румънците от тази част на страната помнят български изрази като „Лека нощ, деца“, „Студио Х“ (популярна поредица от криминални филми, излъчвана от Българска телевизия през 80-те години на 20-ти век), както и футболна терминология на български език, запомнена от предаванията на БНТ.
Във връзка с посещенията си от 1971 г. в Китай и Северна Корея Чаушеску е завладян от идеята за пълно национално преустройство, каквото е залегнало в програмите на Корейската работническа партия и вече въведена в действие след културната революция в Китай. Веднага след завръщането си в страната Чаушеску започва реформирането на румънската система, повлиян от философията на президента Ким Ир Сен. На тази тема са преведени на румънски език множество книги.
От 1972 г. Чаушеску започва да прилага проект за „систематизиране“ на градските и селски населени места. Проектът е представян от пропагандната машина като голяма крачка напред към „многостранно развитото социалистическо общество“ и предвижда масовото изселване на селяните в новопостроени блокове. Апогей на тази програма е унищожаването на стотици исторически паметници, включително и църкви, както и прекрояването на Букурещ в чаушесковски стил (над 20% от центъра на Букурещ е засегнат от тези „реформи“). Домът на народа (на румънски: Palatul Parlamentului, Casa oamenilor) (сега седалище на парламента) е втората по големина сграда в света след Пентагона. Протестите на множество неправителствени международни организации изиграват важна роля за укротяването на мегаломанските планове на диктатора и за спасяването на исторически паметници от черния списък на Чаушеску.

## Диктатура икулт към личността
От 70-те години на 20 век Чаушеску става обект на все по-разпространяващ се култ към личността, какъвто няма в Европа от времето на смъртта на Сталин.
В този контекст „пролетарските“ поети изиграват важна роля. Диктаторът е наречен „Геният на Карпатите“(на румънски: Geniul Carpaţilor), както и „великият водач“ (на румънски: marele conducător), а съпругата му, също толкова полуграмотна като него – „учен от световна величина“ и „любимата майка на народа“. Настъпва момент, в който Чаушеску започва да се появява на публични места със скиптър в ръка, като монарх (снимката вдясно).
Подобни прояви карат художника Салвадор Дали да изпрати на диктатора „поздравителна“ телеграма. Румънският печатен орган на комунистическата партия вестник „Скънтея“ (на румънски Scînteia – Искра) не схваща ироничния тон и публикува целия текст на телеграмата.
Междувременно Чаушеску назначава членове на семейството си, начело с Елена Чаушеску, на ключови ръководни постове.

## Политически измерения
По време на „Епохата на Чаушеску“ Румъния става четвъртият по обем в Европа износител на оръжие. Въпреки това диктаторът мечтае да стане нобелов лауреат за мир. Воден от това си желание, той полага големи усилия да посредничи в израелско – палестинския конфликт (Румъния е единствената държава, поддържаща официални връзки и с двете воюващи страни). Нещо повече – през 80-те години Чаушеску организира референдум за намаляването на личния състав на румънската армия с 5%. Пак през същия период по инициатива на диктатора редовно са свиквани множество „народни митинги“ в подкрепа на световния мир.

## Външен дълг
Въпреки диктаторския режим заявяваната независимост от Москва води до благосклонността (не безкористна) на Запада. Режимът на Чаушеску получава значителни заеми за изпълнение на икономическите си програми. Заемите обаче нарастват неимоверно. Чаушеску вижда опасността от фалит на страната и провежда референдум, резултат от който е въвеждането в конституцията на забрана да се взимат нови външни заеми (тази точка от конституцията на Румъния е първата, която е отменена, при това без референдум, след свалянето на режима на Чаушеску).
През последните години на управлението си Чаушеску решава външния дълг на страната да бъде изплатен на всяка цена. За целта огромна част от селскостопанската и промишлената продукция на страната отива за износ, а населението остава без най-елементарни средства за съществуване.
Пълното изплащане на външния дълг, на стойност 60 милиарда леи (грубо около 3,5 милиарда долара) приключва през лятото на 1989 г., няколко месеца преди падането на режима.

## Социална политика
Социалната политика на режима на Чаушеску има значителен принос към утежняването на състоянието в страната. Насилственото увеличаване на „естествения“ прираст на населението в продължение на десетилетия е един от основните приоритети на режима. Със серия от укази през 1966 г. се забраняват контрацептивите и абортите. Абортите са разрешени само при извънредни обстоятелства – опасност за живота на майката, изнасилване, кръвосмешение, вероятност за генетично заболяване на плода, при жени с поне 4 деца или над 45 години. Получаването на развод става трудно, налагат се данъци на бездетните двойки. Същевременно многодетните майки ползват значителни привилегии. Жените с 10 или повече деца са отличавани като „майки-героини“ и получават като подарък от държавата автомобил „ARO“, правото на безплатен железопътен превоз, както и безплатна почивка в санаториум.
Докато прирастът на населението се поддържа изкуствено, бедността, забраната на сексуалното образование и забраната на контрацепцията водят до изключително висока детска смъртност, както и до висока смъртност при жените вследствие усложнения при раждане и незаконни аборти. Хиляди нежелани деца са изоставяни в държавни домове, където условията са нехуманни.
Друг елемент на „социалната“ политика на Чаушеску е отказът му да приеме факта, че епидемията от СПИН се разраства в Румъния. През 80-те години на 20 век в Румъния не се правят тестове за СПИН на кръводарителите. Това, както и използването на нестерилни игли за кръвопреливане, извеждат страната на второ място в Европа по брой на деца, заразени с HIV-вируса в края на 20 век.
През 1987 г. със сила е потушена стачка на работници от Брашов срещу режима на Чаушеску.
През 1989 г. Чаушеску е все по-изолиран в социалистическия лагер. През август 1989 г. той предлага да се проведе среща на върха, за да бъдат обсъдени проблемите на източноевропейския комунизъм и за „защита на социализма“ в тези страни. Тази среща обаче е отхвърлена, както от страните-членки на Варшавския договор, така и от Китай.

## Нарастващо напрежение
През 1989 г. Чаушеску като че ли изцяло игнорира бедственото положение, в което е страната. Докато хората чакат на километрични опашки пред опразнените магазини за хранителни стоки, националната телевизия излъчва кадри, в които държавният глава посещава специално подготвени за случая магазини, стоките по рафтовете на които „преливат“. В речите си Чаушеску неведнъж споменава „безпрецедентно високото жизнено равнище“, постигнато през неговото управление. Твърденията му без покритие са в жестоко противоречие с ежедневното съществуване на румънския народ.

## Революцията от декември 1989 г.
Кървавите събития от Тимишоара и Букурещ през декември 1989 г. намират кулминацията си в падането на Чаушеску и комунистическия режим.
На XIV Конгрес на РКП през ноември 1989 г. Чаушеску е избран отново за партиен и държавен ръководител с още 5-годишен мандат.
Опитът на режима да прогони унгарския реформистки пастор Ласло Тьокеш (László Tőkés) от жилището му в Тимишоара с мотива, че проповядвал етническа омраза, среща съпротивата на енориашите му, които правят жива верига около дома му в знак на протест. Към тях се присъединяват и румънски студенти, а демонстрацията за кратко време се разраства в протест срещу комунистическия режим. Части от армията, милицията и Държавна сигурност (т. нар. Секуритате) обграждат митинга на 17 декември 1989 г. и откриват огън по протестиращите.
На 18 декември 1989 г. Чаушеску заминава на официално посещение в Иран, оставяйки на съпругата си Елена и на сътрудниците си да се справят с протестите в Тимишоара. Бунтът обаче се разраства. След връщането си в страната на 20 декември Чаушеску държи телевизионна реч от телевизионно студио, оборудвано в сградата на Централния комитет на РКП, в което обявява събитията в Тимишоара за опит на чужди държави да се намесят във вътрешните работи на Румъния и посегателство на суверенитета ѝ. До изявлението на Чаушеску официалните медии стриктно са избягвали каквото и да е споменаване на събитията в Тимишоара, като единствените източници на информация, достъпни за румънците са били чуждестранните Радио Свободна Европа и Гласът на Америка.
„Народен митинг“ в подкрепа на режима е организиран за следващия ден – 21 декември пред сградата на ЦК на РКП. Митингът обаче се обръща срещу режима. Семейство Чаушеску, изненадани от хода на събитията, не успяват да овладеят масовото недоволство и се оттеглят в сградата на ЦК на РКП.
Населението на столицата се събира в центъра, където обаче се сблъсква с военни и милиционерски подразделения. Строят се импровизирани барикади. Силите на реда обаче са многочислени и добре въоръжени и успяват да превземат барикадите и да арестуват стотици от протестиращите.
Въпреки че телевизионната програма е прекъсната, безпомощната и неадекватна реакция на Чаушеску е видяна в цялата страна. До сутринта на 22 декември протестите се разпространяват из всички големи градове на Румъния.
Смъртта на министъра на отбраната на Румъния, Василе Миля, настъпила при подозрителни обстоятелства, е обявена на 22 декември по всички национални радио и телевизионни станции. Веднага след обявяването ѝ се провежда извънредно заседание на Изпълнителния политически комитет на РКП, ръководено от Чаушеску, което решава диктаторът да поеме лично ръководството на армията.
Чаушеску прави още един неуспешен опит да произнесе реч пред хората, събрани пред седалището на Централния комитет на РКП. Протестиращите обаче насилват вратите и проникват в сградата, при което на Николае и Елена Чаушеску им остава само възможността да избягат с вертолет, който ги очаква на покрива на постройката.

## Държавен преврат
Точният начин, по който се развиват събитията от 21 – 22 декември 1989 г., довели до падането на комунистическия режим в Румъния, дълго време не е напълно изяснен. Първоначално се смята, че това е спонтанна народна революция. Но през 2004 година немската режисьорка Сузана Брандщетер успява да се добере до сведения и признания на очевидци, които по-късно обединява в своя филм „Революция по поръчка: шах и мат срещу семейство Чаушеску“. Пред камерата ѝ застават тогавашният премиер на Унгария, тогавашният лидер на Фронта за национално спасение в Румъния, а по-късно и президент Йон Илиеску (бивш верен сподвижник на Чаушеску), протестантският пастор Ласло Тьокеш от Тимишоара, който уж запалва искрата на революцията, зам.-министърът на отбраната по времето на Чаушеску генерал Станкулеску и резиденти на ЦРУ, френското и унгарското разузнаване. Всички признават, че т. нар. революция е била дълго и внимателно планирана още от 1986 година. Координирана от унгарското разузнаване, тя е била приложена на практика от негови агенти, чиято цел е била да агитират масите на въстание. Едва в този филм участниците в събитията признават, че труповете на убити по заповед на Чаушеску всъщност са били отдавна умрели, взети от моргите срещу подкуп. А ген. Станкулеску признава, че, макар и смятан за предан на Чаушеску и доверено лице на съпругата му Елена, която го и подбутва в йерархията, е бил дълбоко законспириран агент на унгарското разузнаване. Самият той казва, че е саботирал заповедите на Чаушеску и когато той е издал нареждане да се разгонят протестиращите и да се установи порядък, Станкулеску е издал точно обратната заповед – войниците да се оттеглят. Той признава още и че около 90% от жертвите при тези събития не са сред мирното население, а войници от различни поделения, които поради хаоса са се смятали едни други за терористи и са се стреляли.
Висшият офицер от Секуритате Филип Теодореску, твърди, че група заговорници – генерали от Секуритате, са се възползвали от събитията от 16 – 22 декември, за да извършат държавен преврат. Друг офицер от Секуритате казва, че държавен преврат е планиран още от 1982 г. и е трябвало да бъде осъществен по Нова година 1989/90. Заради неочакваното развитие на събитията, планът е бил спонтанно пригоден към новите условия. Министърът на отбраната генерал Миля е бил убит от заговорниците, тъй като е отказал да им сътрудничи, или е бил убит от хора, верни на Чаушеску, защото е отказал да разпореди армията да открие огън по протестиращите. Официалната версия е, че се е самоубил.
Бурлан също признава, че ръководители на съзаклятието са генералите Стънкулеску и Нягое – близки сътрудници на диктатора и негови съветници по въпросите на сигурността. Бурлан твърди, че генерал Стънкулеску е човекът, убедил Чаушеску да свика митинга от 21 декември пред седалището на Централния комитет, където предварително са били подготвени дистанционно управляеми оръжия, за да бъдат използвани срещу протестиращите. Те трябвало да стрелят по хората, докато внедрени провокатори викат антикомунистически лозунги и да се предизвика паника. Същевременно по мегафони трябвало да се заяви, че войници на Чаушеску стрелят по хората и така диктаторът да бъде компрометиран завинаги.
По време на митинга в тълпата избухва бомбичка пиратка и хората се разбягват по площада. Силно изненадан, Чаушеску спира речта си и камерите на телевизията го фиксират как гледа с недоумение случващото се. В следващия миг телевизията спира директното излъчване. През това време на площада вече започват да се чуват антиправителствени лозунги. В един момент обстановката като че ли изглежда спокойна и телевизията отново възстановява директното излъчване. Чаушеску обещава повишения на заплатите, което не е било предварително вписано в речта му. След митинга обстановката в Букурещ става напрегната. В града избухват вълнения. През нощта площадът пред ЦК на Румънската комунистическа партия е запълнен с народ. Чаушеску и съпругата му са в сградата на ЦК и първоначално отказват да я напуснат. Провеждат се заседание след заседание, на които диктаторът недоумява защо се е стигнало до безредиците, след като е издал заповед на армията и милицията да се намесят. По това време в Румъния няма отряди за борба с безредиците. Чаушеску е смятал, че народът го обича и подобни сили не са необходими. Същевременно нито една от заповедите му да се разгонят тълпите и дори да се стреля по хората, ако това е необходимо, не се изпълняват.

## Краят на Чаушеску
На 22 декември 1989 г. сутринта протестиращите пробиват и навлизат в сградата на ЦК (централен комитет). Генерал Виктор Стънкулеску успява да убеди семейство Чаушеску, че за тях е по-добре да напуснат с вертолет обсадената сграда. Макар че в подземията е имало специални укрития за държавния глава и правителството, оборудвани с всичко необходимо и дори с налични проходи, водещи до други по-отдалечени сгради, Николае Чаушеску се е доверил на генерала, когото е смятал за много верен. На място е извикан хеликоптер. Той обаче не може да кацне на площада, запълнен с хора и каца върху покрива на ЦК. Елена и Николае Чаушеску, заедно с още двама членове на правителството, се качват. Хеликоптерът ги отвежда най-напред до близка резиденция извън Букурещ, където министрите слизат. А семейство Чаушеску продължават, доверявайки се изцяло на ген. Виктор Станкулеску. Генералът обаче е оставил президента на държавата на произвола на съдбата. След като и пилотът на хеликоптера разбира, че за сигурността на държавния глава вече на практика абсолютно никой не се грижи, на свой ред лъже семейството, че няма достатъчно гориво и затова ги стоварва на поляна до село, недалеч от румънския град Търговище – на около 50 км северозападно по въздушна права линия от столицата Букурещ. Там диктаторът и жена му откриват случаен румънец и го принуждават да ги вземе в колата си. По пътя изненаданите и изплашени Елена и Николае Чаушеску чуват в емисия новини по националното румънско радио, че водещите ги наричат „зверове“, „изчадия“ и „изверги“, което силно ги разстройва. До този момент Николае Чаушеску е бил заблуждаван от обкръжението си, че цялата страна го обича. Шофьорът на колата ги отвежда до един кооператив, където работниците задържат семейството и предават плененото семейство на румънската национална армия вечерта на 22 декември 1989 г. Последните 3 дни от живота си семейство Чаушеску прекарват в казарма в Търговище. До последно не са знаели, че фактически вече са свалени от власт. Смятали са, че ги държат във военно поделение само заради собствената им сигурност. Едва на 25 декември 1989 г. сутринта, след като биват отведени в едно помещение на казармата, където ги чака армейски полеви съд, разбират, че нещата са със смъртен изход за тях. Но и до последния момент съпрузите не са предполагали, че ще бъдат екзекутирани. Убийството им е заснето с камера, но по телевизиите тогава е излъчен съкратен запис. Пълната версия на съдебния процес и екзекуцията вече е достъпна в интернет с надписи на английски език.
Съдът е необичаен с факта, че служебно назначеният адвокат на семейството, вместо да ги защитава, на практика сътрудничи с желание на обвиняващия ги прокурор, т.е. служебно назначеният адвокат не е на страната на плененото семейство. Полковник Бурлан твърди, че при екзекуцията генерал Виктор Стънкулеску окуражава войниците от стрелковия наказателен взвод с думите: „Хич да не ви е жал, имат 2 милиарда румънски леи в банковите сметки“. Съпрузите Елена и Николае Чаушеску са погребани в общ гроб в цивилното гробище Генча-Чивил в Букурещ, граничещо съответно откъм юг с бул. Генча (bulevardul Ghenchea), северно от бул. „1 май“, източно от ул. „Монтана“, западно от ул. „Сержант майор Кара Ангел“; гробището е в държавната столица Букурещ, на около 2 км по права въздушна линия югозападно от нейната централна част.

## Други
Чаушеску има голям син – Валентин Чаушеску (р. 1948 г.) – професор по ядрена физика, дъщеря Зоя Чаушеску (1 март 1949 – 20 ноември 2006) и по-малък син Нику Чаушеску (1 септември 1951 – 25 септември 1996 г.).
Официалната заплата на Чаушеску е била 18 000 румънски леи (приблизително 1200 долара по курса за 1989 г.). От тази сума Чаушеску внася по 5000 всеки месец в Държавната спестовна каса на сметката на децата си.
Личната охрана на Чаушеску е била сравнително малобройна – едва 40 души и е отговаряла за всички членове на семейството му. Началникът на охраната, полковник Думитру Бурлан твърди, че охраната е имала само два автомата. Твърди също, че Чаушеску е смятал, че народът го обича и няма нужда от охрана.
Според генерал Йон Михай Пачепа, бивш началник на ДИЕ към „Секуритате“, избягал в САЩ и получил политическо убежище през 1978 г., Чаушеску не се е доверявал на никого, заради което повечето членове на неговото правителство и политбюро са били следени, а семейството му е било под постоянно електронно наблюдение. Книгата на Пачепа „Червените хоризонти“, в която се твърди това е критикувана многократно след убийството на сем. Чаушеску за неточности.
През 2010 г. след дългогодишно настояване на дъщерята Зоя и сина Валентин властите в Румъния извършват ексхумация на тленните останки на Николае и Елена Чаушеску, погребани в гробището Генча-чивил в Букурещ в отделни, отдалечени на около 200 метра един от друг гроба. Генната експертиза, ползваща генетичен материал за сравнение от сина Валентин (тогава дъщерята Зоя е вече покойница) и един от братята на Николае Чаушеску, показва недвусмилено, че в гробовете са наистина телата на Николае Чаушеску и на съпругата му Елена. Това разсейва съмненията, че съпрузите са изгорени или скрити някъде.
Изследването на BCS показва още, че за повечето румънци събитията от 1989 г. са забулени в мистерия.
От всички интервюирани 48,4% посочват, че чувстват нуждата да разберат какво се е случило тогава.

## Отличия
- 1978 г. – удостоен е с орден „Георги Димитров“ – „по случай 60-годишнината от рождението му и за неговите заслуги в развитието и укрепването на братската дружба и сътрудничеството между Народна република България и Социалистическа република Румъния, между българския и румънския народ“.[17]